# Гараж (фильм, 1920)
Гараж (англ. Garage) — американская короткометражная кинокомедия Роско Арбакла 1920 года с Арбаклом и Бастером Китоном в главных ролях.

## Сюжет
Двое мужчин работают автомобильным механиком и пожарным на пожарной станции. Им оставили для ремонта автомобиль, но они вместо этого разбирают его. Во второй части фильма, Роско и Китон были вызваны на пожар, но это оказывается ложной тревогой. Когда они возвращаются, то находят свою собственную пожарную станцию в огне.

## В ролях
- Роско (Толстяк) Арбакл — пожарный
- Бастер Китон — помощник пожарного
- Молли Мэлоун — дочь владельца автогаража
- Дэн Кримминс — владелец автогаража
- Люк Дог — Мет Дог